# Pontella suchumica
Pontella suchumica is een eenoogkreeftjessoort uit de familie van de Pontellidae. De wetenschappelijke naam van de soort is voor het eerst geldig gepubliceerd in 1873 door Kritchagin.